# Длакавоцветна масница
Длакавоцветна масница (лат. Pinguicula hirtiflora) је врста из рода масница. Веома тешко је применљива у хортикултури, јер у природи расте на специфичним стаништима, чији се услови при вештачком гајењу тешко могу остварити.

## Опис
Длакавоцветна масница је вишегодишња биљка са шест листова у презимљујућој розети. Листови су дугуљасто јајасти, до елиптични, засечени на врху, са незнатно повијеним ободом. Имају од један до три цвета на нежним дугачким дршкама дужине до 15 cm. Горња усна чашице је са лопатичастим, а доња је са врло кратким, објајастим, лобусима. Круница је од 16 до 25 mm, розикасте то бледоплаве боје са жутим гротлом и левкастом цеви. Усне крунице су неједнаке, лобуси горне усне су слабо изрубљени, док су код доње усне клинасти. Оструга је дуга до 13 mm, права је или је незнатно повијена. Чаура је скоро обла.

## Размножавање
Цвета од маја до августа, а начин опрашивања је ентомофилија. Плодоноси од јуна до септембра. Размножава се семенима.

## Распрострањење
Јужни и западни делови Балканског полуострва (Албанија, Грчка, Србија, Црна Гора, Босна и Херцеговина), јужна и централна Италија, југозападни делови Мале Азије и Кипар. Постоје три познате алохтоне популације: у близини Берна у Швајцарској, у близини Тихе у Чешкој и у долини Роје у Француској.
У Србији живи само на Косову, и то на Кознику и у близини Ђаковице.
У Црној Гори је опстало станиште у близини Граховског језера, док је станиште у кањону Цијевне уништено изградњом пута према Албанији.

## Станиште
Длакавоцветна масница је инсективорна биљка  влажних кречњачких и серпентинских стена преко којих се слива вода, живи око цурака и малих поточића брдских и планинских региона до 1800 m н. в.

## Степен заштите у Србији
Длакавоцветна масница је као природна реткост у Србији заштићена Законом (Службени гласник Републике Србије број 66/91, 83/92 и 50/93).